# Grammysiidae
Grammysiidae zijn een uitgestorven familie van tweekleppigen uit de superorde Imparidentia.